# Ahmed Yavad

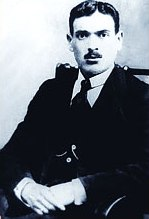
Ahmed Yavad

Ahmad Yavad (az. Əhməd Cavad) fue un poeta de Azerbaiyán, ejecutado el 13 de octubre de 1937 por ser considerado un "contrarrevolucionario". Es conocido por ser el compositor del Himno nacional de la República de Azerbaiyán.

## Biografía
Ahmad Yavad Ajundzade nació el 5 de mayo de 1892 en la villa Seyfali de Shamkir. Sus primeros estudios fueron en su hogar: aprendió turco, persa, árabe y acerca de literatura oriental. En 1912, después de graduarse en el seminario de Ganja (Azerbaiyán), trabajó como maestro y participó de la vida literaria, social y política de la ciudad.
Durante las Guerras de los Balcanes combatió con los turcos en el Destacamento de Voluntarios del Cáucaso. Integró la Sociedad de Caridad ayudando a los huérfanos y refugiados de Kars, Erzurum y otras ciudades.
En 1916 publicó su primera colección de poemas, Goshma, y en 1919 la segunda, que tituló Dalga. Invitado por Mammed Amin Rasulzade se unió al partido Musavat. En homenaje a la constitución de la República Democrática de Azerbaiyán escribió su poema Azerbaijan, Azerbaijan! y otro glorificando su bandera.
Colaboró con el ministro Nasib bey Yusifbeyli y tomó parte en la creación de la Universidad Estatal de Bakú.
Después de establecida la autoridad soviética, Ahmad Yavad trabajó como director de escuela y enseñando idioma ruso y azerí en la villa de Gusar. Entre 1920 y 1922 estuvo a cargo de la educación pública en el raión de Quba.
Fue miembro del Comité Central Musavat entre 1920 y 1923 lo que le valió ser arrestado. Lideró luego la organización musavat de literatura denominada Yashil Galamlar.
Entre 1922 y 1927 estudió en la Facultad de Historia y Filología del Instituto Pedagógico de Azerbaiyán, y al mismo tiempo enseñó en la escuela técnica que tomaría luego el nombre de Nariman Narimanov.
Simultáneamente, entre 1924 y 1926 trabajó como secretario de la Unión de Escritores de Azerbaiyán. En 1925 fue arrestado por el poema Lago Göygöl.
En 1930 se instaló en Ganja. De 1930 a 1933 trabajó como maestro, y luego como profesor asociado y jefe de la cátedra de idiomas ruso y azerí del Instituto Agrícola de Ganja y director del departamento literario del teatro de la ciudad.
En 1934 regresó a Bakú a trabajar como traductor para la editorial Azernashr y entre 1935 y 1936 dirigió el departamento de documentales en el estudio de cine Azerbaijanfilm.
En marzo de 1937 fue premiado por la traducción de la obra El caballero en la piel de tigre del poeta georgiano del siglo XII Shota Rustaveli. Tradujo obras de Aleksandr Pushkin, Máximo Gorki, Iván Turguénev, William Shakespeare, François Rabelais y Knut Hamsun.
En mayo de 1937 fue arrestado por el régimen soviético y juzgado por tratar de difundir el espíritu musavat de nacionalismo e independencia entre los jóvenes poetras azeríes. Fue ejecutado en Bakú el 13 de octubre de 1937.
Su esposa Shukriya Khanum fue enviada ocho años a un campo de trabajo forzado en Siberia y el resto de su familia consiguió exiliarse. En 1955 Ahmad Yavad fue rehabilitado por el gobierno soviético.
El 27 de mayo de 1992 la república adoptó como himno nacional la Marcha Azerbaijani creada por el compositor Uzeyir Hajibeyov con la letra del poema de Ahmed Yavad de 1919.